# El Coll (Castellar de la Ribera)
El Coll és un masia situada al terme de Ceuró, municipi de Castellar de la Ribera, a la comarca catalana del Solsonès.